# Sanne Bakker
Sanne Bakker (13 februari 1992) is een Nederlands zitvolleybalster.
Bakker doet al vanaf haar zesde aan volleybal en werd op 12-jarige leeftijd toegelaten tot de nationale jeugdselectie, vlak na de eerste training met de selectie werd er botkanker geconstateerd in haar bovenbeen. Na haar herstel ging ze als zitvolleybalster volleyballen.
Bakker is in 2008 uitgekomen voor Nederland op de Paralympische Zomerspelen in Peking, alwaar zij met het team brons behaalde. Het team bestond verder uit: Karin van der Haar, Karin Harmsen, Paula List, Djoke van Marum, Elvira Stinissen, Josien ten Thije, Rika de Vries en Petra Westerhof.